# Logiciel enfoui
Les logiciels enfouis ou embarqués (embedded software), sont des entités autonomes qui remplissent une mission indépendante, parfois critique, sans intervention humaine, en général en interaction directe avec l’environnement extérieur que celui-ci soit physique ou informatique.
Ces systèmes autonomes peuvent être isolés mais ils sont la plupart du temps reliés et communiquent à travers un réseau grâce à un logiciel d'intermédiation.

## Enjeux
Ce sont principalement des enjeux de sécurité ; ces systèmes sont soumis à des contraintes fonctionnelles importantes, qui mettent en jeu leur définition, leur robustesse, leur conception, leur capacité à accomplir une tâche avec des ressources déterminées souvent liées aux astreintes temporelles ou à leur consommation en énergie. Pour certains, ils doivent aussi être capables d'arrêts d'urgence

## Évolutions technologiques et tendances
Plusieurs tendances se dessinent :
- les progrès de l'informatique, de la communication sans fil, des intergiciels et une diffusion massive des capteurs et des actuateurs électroniques ont permis la construction d'architectures techniques et informatiques distribuées, formant des réseaux de plus en plus complexes[3]. L'instrumentation devient de plus en plus importante ;
- la vitesse de calcul des processeurs permet des systèmes de plus en plus réactifs, interactifs et proche du temps réel [4] ;
- l'interface homme-machine pourrait encore fortement évoluer ;
- les échanges d’information avec l’extérieur et avec des systèmes d'information internes et externes (middlewares, web services, cloud computing...) se sont beaucoup développés. Ils ont été dotés d'une certaine faculté d’adaptation à des environnements changeants. Mais pour des raisons de sécurité et fiabilité, ils nécessitent des contrôles sévères. La résilience des systèmes et la sécurité des processus sont renforcées par la création de modules flexibles, auto-chargeables, auto-configurables et des systèmes interopérables mais assez sécurisés pour ne pas être trop vulnérables aux pannes ou attaques informatiques.

Les systèmes embarqués (dont logiciels embarqués) doivent donc posséder des propriétés intrinsèques et locales leur conférant une certaine autonomie, afin de résister seuls à des sollicitations imprévisibles de leur entourage.

## Systèmes et logiciels embarqués
Les systèmes embarqués sont de plus en plus présents dans notre vie quotidienne (aéronautique, automobile, téléphonie mobile, électroménager...). Interconnectés et communicants, conçus pour assurer des fonctionnalités critiques, de tels systèmes imposent de véritables ruptures technologiques. Facteurs d'innovation, moyen de différenciation, ils sont essentiels pour le développement des activités industrielles et l'amélioration de la compétitivité. Les systèmes embarqués intègrent une part de plus en plus importante de logiciels embarqués. La conception et le développement de tels logiciels nécessitent de gérer tout le cycle de développement et de garantir un bon niveau de sûreté de fonctionnement.